# Обирки (Ровненская область)
Обирки (укр. Обірки) — село, входит в Люхчанский сельский совет Сарненского района Ровненской области Украины.
Население по переписи 2001 года составляло 221 человек. Почтовый индекс — 34508. Телефонный код — 3655. Код КОАТУУ — 5625484809.

## Местный совет
34508, Ровненская обл., Сарненский р-н, с. Люхча, ул. Центральная, 77.